# Ameenah Gurib-Fakim
Ameenah Firdaus Gurib-Fakim (nacida el 17 de octubre de 1959) es una química mauriciana especializada en catalogar e investigar las propiedades medicinales de la flora de las islas Mauricio y Rodrigues. En 2007 fue reconocida con el Premio L'Oréal-UNESCO a Mujeres en Ciencia y, tras haber sido propuesta por el primer ministro Anerood Jugnauth, ejerció el cargo de presidenta de Mauricio —un cargo estrictamente ceremonial— desde el 5 de junio de 2015.
Desde 2017, Gurib-Fakim fue objeto de críticas debido a su cercanía con Álvaro Sobrino, un controvertido empresario angoleño. El escándalo alcanzó su punto máximo en la primera semana de marzo de 2018 por el cual el gobierno y la Presidencia no estaban en términos de hablar. Después de las negociaciones, el primer ministro anunció su renuncia el 9 de marzo de 2018, a partir del 15 de marzo. Sin embargo, ella se negó a renunciar después. Esto causó una crisis constitucional en el más alto nivel del estado. El 16 de marzo de 2018, ella instituyó una comisión de investigación concerniente a todo el escándalo. Sin embargo, ella no obtuvo el consejo del gabinete como lo requiere la sección 64 de la Constitución. Por lo tanto, presentó su renuncia al día siguiente con vigencia a partir del 23 de marzo de 2018 al mediodía.

## Biografía
Gurib-Fakim nació en Mauricio pero concluyó su formación académica en el Reino Unido, donde cursó una licenciatura en la Universidad de Surrey (1983) y completó un doctorado en la Universidad de Exeter (1987). En 1987 se incorporó a la Universidad de Mauricio, donde fue profesora de Química inorgánica y decana de la Facultad de Ciencias. Posteriormente, ocupó la dirección general del Centro Internacional de Desarrollo Farmacéutico (en francés: Centre International de Développement Pharmaceutique)

## Reconocimientos
- Premio L'Oréal-UNESCO a Mujeres en Ciencia (2007)[3]
- Orden de la Estrella y la Llave del Océano Índico, grado de Comandante (2008)[11]
- Orden de las Palmas Académicas, grado de Caballero (2009)[11]
- Doctora honoris causa por la Universidad Pierre y Marie Curie (2013)[11]